# Frank Pierce Hill
Frank Pierce Hill (22 tháng 8 năm 1855 - 28 tháng 8 năm 1941) là một thủ thư người Mỹ. Hill từng là chủ tịch của Hiệp hội Thư viện Hoa Kỳ(American Library Association) từ 1905 đến 1906 và của Học viện Thư viện Hoa Kỳ(American Library Institute) từ năm 1912 đến năm 1915. Hill là giám đốc đầu tiên của Thư viện Công cộng Newark từ năm 1889 đến 1901, khi ông rời Newark để làm Thư viện viên chính của Thư viện Công cộng Brooklyn. Hill phục vụ ở vị trí đó cho đến khi nghỉ hưu vào năm 1930. Năm 1940, ông được trao tặng thành viên danh dự(Honorary Membership) trong Hiệp hội Thư viện Hoa Kỳ.

## Các tác phẩm
- James Bertram; Một đánh giá cao (Tập đoàn Carnegie của New York), 1936
- American Plays in 1714-1830 (Nhà xuất bản Đại học Stanford), 1934
- Dịch vụ thư viện cho binh lính và thủy thủ; Câu chuyện về chiến dịch triệu đô của hiệp hội thư viện Hoa Kỳ, 1918